# Демешко, Александр Сергеевич
Александр Сергеевич Деме́шко (бел. Аляксандр Сяргеевіч Дзямешка; 24 апреля 1947, Брест — 8 мая 2006, Москва) — советский музыкант, Заслуженный артист Белорусской ССР (1979). Участник ВИА Песняры.

## Биография
Выпускник Брестского музыкального училища 1966 года (ударные инструменты).
Во время армейской службы в оркестре БВО познакомился с В. Г. Мулявиным и В. Л. Мисевичем. Демобилизовавшись в 1969 году из Вооруженных сил, стал одним из создателей ансамбля «Лявоны».
В составе «Песняров» проработал с 1969 по 1988 и в 2005—2006 годах, играл на ударных инструментах.
В 1991 году основал кооператив «Песня» (организация гастролей по России зарубежных эстрадных исполнителей). Затем работал в концертном отделе стадиона «Лужники».
Скончался 8 мая 2006 года в Москве после тяжелой продолжительной болезни, у музыканта были проблемы с почками. Похоронен 11 мая в Москве на Митинском кладбище (участок № 45).

## Фильмография
- 1974 — «Ясь и Янина» — студент-стройотрядовец, участник ВИА «Песняры»
- 1973 — «Эта весёлая планета» — участник ВИА «Песняры»

### Интервью
- Демешко о ВГ Мулявине, «Песнярах» и Бп YouTube
- А.Демешко: «Деньги и творчество» YouTube
- Демешко: «Песня о доле», Денисов YouTube